# Gran Premio de los Países Bajos de Motociclismo de 2006
El Gran Premio de los Países Bajos de Motociclismo de 2006 (oficialmente A-Style TT Assen) fue la octava prueba del Campeonato del Mundo de Motociclismo de 2006. Tuvo lugar en el fin de semana del 22 al 24 de junio de 2006 en el Circuito de Assen en Assen (Países Bajos).
La carrera de MotoGP fue ganada por Nicky Hayden, seguido de Shinya Nakano y Dani Pedrosa. Jorge Lorenzo ganó la prueba de 250cc, por delante de Alex de Angelis y Andrea Dovizioso. La carrera de 125cc fue ganada por Mika Kallio, Sergio Gadea fue segundo y Álvaro Bautista tercero.

## Resultados

### Resultados MotoGP
| Pos     | N.º | Piloto             | Constructor | Vueltas | Tiempo/Retirado | Parrilla | Puntos |
| ------- | --- | ------------------ | ----------- | ------- | --------------- | -------- | ------ |
| 1       | 69  | Nicky Hayden       | Honda       | 26      | 42:27.404       | 4        | 25     |
| 2       | 56  | Shinya Nakano      | Kawasaki    | 26      | +4.884          | 2        | 20     |
| 3       | 26  | Dani Pedrosa       | Honda       | 26      | +7.525          | 5        | 16     |
| 4       | 27  | Casey Stoner       | Honda       | 26      | +7.555          | 12       | 13     |
| 5       | 10  | Kenny Roberts, Jr. | KR212V      | 26      | +8.078          | 10       | 11     |
| 6       | 21  | John Hopkins       | Suzuki      | 26      | +17.065         | 1        | 10     |
| 7       | 33  | Marco Melandri     | Honda       | 26      | +18.090         | 7        | 9      |
| 8       | 46  | Valentino Rossi    | Yamaha      | 26      | +23.951         | 18       | 8      |
| 9       | 7   | Carlos Checa       | Yamaha      | 26      | +29.027         | 8        | 7      |
| 10      | 71  | Chris Vermeulen    | Suzuki      | 26      | +31.627         | 6        | 6      |
| 11      | 6   | Makoto Tamada      | Honda       | 26      | +32.841         | 13       | 5      |
| 12      | 66  | Alex Hofmann       | Ducati      | 26      | +34.143         | 9        | 4      |
| 13      | 5   | Colin Edwards      | Yamaha      | 26      | +40.412         | 3        | 3      |
| 14      | 17  | Randy de Puniet    | Kawasaki    | 26      | +1:03.648       | 11       | 2      |
| 15      | 65  | Loris Capirossi    | Ducati      | 26      | +1:17.303       | 15       | 1      |
| 16      | 22  | Iván Silva         | Ducati      | 25      | +1 vuelta       | 17       |        |
| 17      | 30  | José Luis Cardoso  | Ducati      | 23      | +3 vuelta       | 16       |        |
| Ret     | 77  | James Ellison      | Yamaha      | 3       | Caída           | 14       |        |
| DNS     | 24  | Toni Elías         | Honda       |         | Lesionado       |          |        |
| Fuente: |     |                    |             |         |                 |          |        |

### Resultados 250cc
| Pos.    | N.º | Piloto              | Constructor | Vueltas | Tiempo/Retirado | Parrilla | Puntos |
| ------- | --- | ------------------- | ----------- | ------- | --------------- | -------- | ------ |
| 1       | 48  | Jorge Lorenzo       | Aprilia     | 24      | 40:30.770       | 1        | 25     |
| 2       | 7   | Alex de Angelis     | Aprilia     | 24      | +8.168          | 2        | 20     |
| 3       | 34  | Andrea Dovizioso    | Honda       | 24      | +8.241          | 3        | 16     |
| 4       | 6   | Alex Debón          | Aprilia     | 24      | +31.875         | 9        | 13     |
| 5       | 15  | Roberto Locatelli   | Aprilia     | 24      | +34.686         | 8        | 11     |
| 6       | 55  | Yuki Takahashi      | Honda       | 24      | +39.326         | 5        | 10     |
| 7       | 58  | Marco Simoncelli    | Gilera      | 24      | +39.383         | 6        | 9      |
| 8       | 14  | Anthony West        | Aprilia     | 24      | +45.104         | 11       | 8      |
| 9       | 4   | Hiroshi Aoyama      | KTM         | 24      | +47.526         | 10       | 7      |
| 10      | 54  | Manuel Poggiali     | KTM         | 24      | +59.296         | 17       | 6      |
| 11      | 25  | Alex Baldolini      | Aprilia     | 24      | +1:04.424       | 15       | 5      |
| 12      | 73  | Shuhei Aoyama       | Honda       | 24      | +1:05.827       | 4        | 4      |
| 13      | 9   | Franco Battaini     | Aprilia     | 24      | +1:14.392       | 16       | 3      |
| 14      | 23  | Arturo Tizón        | Honda       | 24      | +1:21.750       | 22       | 2      |
| 15      | 42  | Aleix Espargaró     | Honda       | 24      | +1:21.763       | 18       | 1      |
| 16      | 37  | Fabricio Perren     | Honda       | 24      | +1:33.418       | 21       |        |
| 17      | 24  | Jordi Carchano      | Aprilia     | 24      | +1:42.902       | 20       |        |
| 18      | 22  | Luca Morelli        | Aprilia     | 23      | +1 vuelta       | 23       |        |
| 19      | 17  | Franz Aschenbrenner | Aprilia     | 23      | +1 vuelta       | 24       |        |
| 20      | 70  | Raymond Schouten    | Honda       | 23      | +1 vuelta       | 25       |        |
| 21      | 68  | Randy Gevers        | Aprilia     | 23      | +1 vuelta       | 26       |        |
| 22      | 69  | Bram Appelo         | Honda       | 23      | +1 vuelta       | 28       |        |
| 23      | 71  | Jan Roelofs         | Yamaha      | 23      | +1 vuelta       | 27       |        |
| Ret     | 96  | Jakub Smrž          | Aprilia     | 1       | Retirado        | 14       |        |
| Ret     | 16  | Jules Cluzel        | Aprilia     | 0       | Caída           | 19       |        |
| Ret     | 36  | Martín Cárdenas     | Honda       | 0       | Caída           | 12       |        |
| Ret     | 50  | Sylvain Guintoli    | Aprilia     | 0       | Caída           | 7        |        |
| Ret     | 8   | Andrea Ballerini    | Aprilia     | 0       | Caída           | 13       |        |
| DNQ     | 21  | Arnaud Vincent      | Honda       |         | No se clasificó |          |        |
| DNQ     | 72  | David Drieghe       | Honda       |         | No se clasificó |          |        |
| DNQ     | 85  | Alessio Palumbo     | Aprilia     |         | No se clasificó |          |        |
| Fuente: |     |                     |             |         |                 |          |        |

### Resultados 125cc
| Pos     | N.º | Piloto                     | Constructor | Vueltas | Tiempo/Retirado | Parrilla | Puntos |
| ------- | --- | -------------------------- | ----------- | ------- | --------------- | -------- | ------ |
| 1       | 36  | Mika Kallio                | KTM         | 22      | 38:51.450       | 1        | 25     |
| 2       | 33  | Sergio Gadea               | Aprilia     | 22      | +0.122          | 4        | 20     |
| 3       | 19  | Álvaro Bautista            | Aprilia     | 22      | +0.128          | 2        | 16     |
| 4       | 24  | Simone Corsi               | Gilera      | 22      | +6.793          | 9        | 13     |
| 5       | 52  | Lukáš Pešek                | Derbi       | 22      | +6.828          | 3        | 11     |
| 6       | 55  | Héctor Faubel              | Aprilia     | 22      | +10.647         | 6        | 10     |
| 7       | 75  | Mattia Pasini              | Aprilia     | 22      | +10.691         | 5        | 9      |
| 8       | 1   | Thomas Lüthi               | Honda       | 22      | +10.935         | 19       | 8      |
| 9       | 22  | Pablo Nieto                | Aprilia     | 22      | +13.297         | 10       | 7      |
| 10      | 35  | Raffaele De Rosa           | Aprilia     | 22      | +13.336         | 17       | 6      |
| 11      | 14  | Gábor Talmácsi             | Honda       | 22      | +13.430         | 11       | 5      |
| 12      | 6   | Joan Olivé                 | Aprilia     | 22      | +20.824         | 15       | 4      |
| 13      | 63  | Mike Di Meglio             | Honda       | 22      | +24.778         | 14       | 3      |
| 14      | 11  | Sandro Cortese             | Honda       | 22      | +27.876         | 18       | 2      |
| 15      | 18  | Nicolás Terol              | Derbi       | 22      | +28.772         | 8        | 1      |
| 16      | 38  | Bradley Smith              | Honda       | 22      | +37.462         | 22       |        |
| 17      | 8   | Lorenzo Zanetti            | Aprilia     | 22      | +39.194         | 16       |        |
| 18      | 43  | Manuel Hernández           | Aprilia     | 22      | +46.514         | 21       |        |
| 19      | 37  | Joey Litjens               | Honda       | 22      | +47.384         | 25       |        |
| 20      | 16  | Michele Conti              | Honda       | 22      | +47.911         | 26       |        |
| 21      | 26  | Vincent Braillard          | Aprilia     | 22      | +48.374         | 30       |        |
| 22      | 9   | Michael Ranseder           | KTM         | 22      | +48.880         | 40       |        |
| 23      | 95  | Georg Fröhlich             | Honda       | 22      | +59.268         | 27       |        |
| 24      | 23  | Lorenzo Baroni             | Honda       | 22      | +59.373         | 37       |        |
| 25      | 34  | Esteve Rabat               | Honda       | 22      | +59.455         | 34       |        |
| 26      | 53  | Simone Grotzkyj            | Aprilia     | 22      | +1:03.116       | 33       |        |
| 27      | 20  | Roberto Tamburini          | Aprilia     | 22      | +1:05.437       | 39       |        |
| 28      | 90  | Hiroaki Kuzuhara           | Malaguti    | 22      | +1:05.603       | 36       |        |
| 29      | 45  | Imre Tóth                  | Aprilia     | 22      | +1:16.271       | 29       |        |
| 30      | 13  | Dino Lombardi              | Aprilia     | 22      | +1:17.141       | 38       |        |
| 31      | 17  | Stefan Bradl               | KTM         | 22      | +1:39.032       | 24       |        |
| 32      | 81  | Robert Mureşan             | Aprilia     | 21      | +1 vuelta       | 42       |        |
| 33      | 94  | Patrick van de Waarsenburg | Honda       | 21      | +1 vuelta       | 43       |        |
| Ret     | 10  | Ángel Rodríguez Campillo   | Aprilia     | 21      | Caída           | 13       |        |
| Ret     | 44  | Karel Abraham              | Aprilia     | 21      | Caída           | 35       |        |
| Ret     | 78  | Hugo van den Berg          | Aprilia     | 21      | Caída           | 28       |        |
| NC      | 21  | Mateo Túnez                | Aprilia     | 20      | Retirado        | 23       |        |
| Ret     | 29  | Andrea Iannone             | Aprilia     | 16      | Caída           | 7        |        |
| Ret     | 32  | Fabrizio Lai               | Honda       | 11      | Retirado        | 12       |        |
| Ret     | 93  | Gert-Jan Kok               | Honda       | 9       | Caída           | 41       |        |
| Ret     | 7   | Alexis Masbou              | Malaguti    | 7       | Caída           | 32       |        |
| Ret     | 12  | Federico Sandi             | Aprilia     | 7       | Caída           | 31       |        |
| Ret     | 15  | Michele Pirro              | Aprilia     | 4       | Retirado        | 20       |        |
| Fuente: |     |                            |             |         |                 |          |        |